# 苏里南驻华大使馆
苏里南駐華大使館（荷蘭語：Ambassade van Suriname in China）是苏里南對中華人民共和國所設的外交代表機構。本館位於北京市朝陽區建外街道外交公寓2-2-22。

## 設館背景
苏里南在1975年11月25日独立為國；及後，中華人民共和國國務院總理周恩来祝賀並承认該國独立，:372翌年5月28日，苏里南與中华人民共和国建立外交關係:372。1997年2月17日，苏里南在尚未回归的香港开设名誉领事馆，
1998年，苏里南在北京市开设大使馆并開始派遣駐華大使。
除中国之外，苏里南驻华大使馆尚兼辖该国在日本、越南、柬埔寨、新加坡的相关事务。